# Poltys nagpurensis
Poltys nagpurensis är en spindelart som beskrevs av Benoy Krishna Tikader 1982. Poltys nagpurensis ingår i släktet Poltys och familjen hjulspindlar. Inga underarter finns listade i Catalogue of Life.